# Seglervögel
Die Seglervögel (Apodiformes; altgriechisch-lateinisch mit dem ersten Wortbestandteil ἄπους ápous, hier im Sinne von „die Füße nicht gebrauchend, schlecht zu Fuß“) sind eine Ordnung der Vögel. Zu ihnen gehören die Segler (Apodidae) mit 92 Arten, die Baumsegler (Hemiprocnidae) mit 4 Arten und die Kolibris (Trochilidae) mit 371 Arten. Die einzigen in Deutschland vorkommenden Seglervögel sind der Mauersegler (Apus apus) und der Alpensegler (Tachymarptis melba).

## Systematik
Die Ordnung der Seglervögel (Apodiformes) wurde 1940 durch den amerikanischen Ornithologen James Lee Peters eingeführt. Zu ihr gehören drei Familien, die Segler, die Baumsegler und die Kolibris. Als Schwestergruppe der Seglervögel galten die Schwalmartigen (Caprimulgiformes), die sich jedoch als paraphyletisch herausstellten, da einige Familien der Schwalmartigen, z. B. die Höhlenschwalme (Aegothelidae), näher mit den Seglervögeln verwandt sind als mit den übrigen Schwalmartigen. Die Höhlenschwalme wurden deshalb zeitweise den Seglervögeln zugeordnet, später aber wie alle anderen Familien der ehemaligen Schwalmartigen in eine eigenständige, monotypische Ordnung gestellt, da sich die Familien schon im Paläozän vor 65 bis 60 Millionen Jahren voneinander getrennt hatten.
Alle Ordnungen der ehemaligen Schwalmartigen und die Seglervögel werden in ein Strisores genanntes rangloses Taxon gestellt, das schon 1847 durch den deutschen Ornithologen Jean Louis Cabanis eingeführt wurde.
Das folgende Kladogramm zeigt die Verwandtschaftsverhältnisse zwischen den Seglervögeln und den ehemals zu den Schwalmartigen gezählten Vogelgruppen.
|  | Fettschwalme (Steatornithiformes) |
|  |                                   |
|  | Tagschläfer (Nyctibiiformes)      |
|  |                                   |

|  | Eulenschwalme (Podargiformes)                                                                  |
|  |                                                                                                |
|  | \| \| Höhlenschwalme (Aegotheliformes) \| \| \| \| \| \| Seglervögel (Apodiformes) \| \| \| \| |
|  |                                                                                                |
|  | Höhlenschwalme (Aegotheliformes)                                                               |
|  |                                                                                                |
|  | Seglervögel (Apodiformes)                                                                      |
|  |                                                                                                |

|  | Höhlenschwalme (Aegotheliformes) |
|  |                                  |
|  | Seglervögel (Apodiformes)        |
|  |                                  |

|  | Fettschwalme (Steatornithiformes) |
|  |                                   |
|  | Tagschläfer (Nyctibiiformes)      |
|  |                                   |

|  | Eulenschwalme (Podargiformes)                                                                  |
|  |                                                                                                |
|  | \| \| Höhlenschwalme (Aegotheliformes) \| \| \| \| \| \| Seglervögel (Apodiformes) \| \| \| \| |
|  |                                                                                                |
|  | Höhlenschwalme (Aegotheliformes)                                                               |
|  |                                                                                                |
|  | Seglervögel (Apodiformes)                                                                      |
|  |                                                                                                |

|  | Höhlenschwalme (Aegotheliformes) |
|  |                                  |
|  | Seglervögel (Apodiformes)        |
|  |                                  |

|  | Fettschwalme (Steatornithiformes) |
|  |                                   |
|  | Tagschläfer (Nyctibiiformes)      |
|  |                                   |

|  | Eulenschwalme (Podargiformes)                                                                  |
|  |                                                                                                |
|  | \| \| Höhlenschwalme (Aegotheliformes) \| \| \| \| \| \| Seglervögel (Apodiformes) \| \| \| \| |
|  |                                                                                                |
|  | Höhlenschwalme (Aegotheliformes)                                                               |
|  |                                                                                                |
|  | Seglervögel (Apodiformes)                                                                      |
|  |                                                                                                |

|  | Höhlenschwalme (Aegotheliformes) |
|  |                                  |
|  | Seglervögel (Apodiformes)        |
|  |                                  |

|  | Fettschwalme (Steatornithiformes) |
|  |                                   |
|  | Tagschläfer (Nyctibiiformes)      |
|  |                                   |

|  | Eulenschwalme (Podargiformes)                                                                  |
|  |                                                                                                |
|  | \| \| Höhlenschwalme (Aegotheliformes) \| \| \| \| \| \| Seglervögel (Apodiformes) \| \| \| \| |
|  |                                                                                                |
|  | Höhlenschwalme (Aegotheliformes)                                                               |
|  |                                                                                                |
|  | Seglervögel (Apodiformes)                                                                      |
|  |                                                                                                |

|  | Höhlenschwalme (Aegotheliformes) |
|  |                                  |
|  | Seglervögel (Apodiformes)        |
|  |                                  |

## Stammesgeschichte
Fossil lassen sich die Seglervögel seit dem frühen Tertiär nachweisen. Jungornis aus dem Oligozän zeigt sowohl Merkmale der stark abgeleiteten Kolibris als auch von mehr generalisierten Seglervögeln. Er bildet mit den Kolibris eine monophyletische Gruppe. Scaniacypselus aus dem mittleren Eozän steht den Seglern nahe. Aegialornis aus dem mittleren Eozän von Frankreich und Deutschland wurde auch in der Grube Messel gefunden und wird in die ausgestorbene Familie Aegialornithidae eingeordnet.